# Отта (оръжие)
Отта (ഒട്ട) е пръчка с S-образна форма, която се използва като оръжие в индийското бойно изкуство Каларипайатту. Използва се за удряне на жизненоважни точки по тялото на опонента. Отта е едно от най-важните дървени оръжия в това бойно изкуство и дори е смятано за божествено. Вярва се, че то представлява бивната, която бог Ганеша изгубва.